# Udo Hergenröder
Udo Hergenröder (* 21. September 1935 in Nürnberg; † 12. Juli 2024) war ein deutscher Politiker (GAL). Er war von 1982 bis 1984 Mitglied der Hamburgischen Bürgerschaft.

## Leben
Udo Hergenröder war Diplom-Ingenieur für Elektrotechnik und arbeitete bis 1964 als Ingenieur. Danach war er als Redakteur bei verschiedenen Zeitschriften, u. a. der linksgerichteten konkret, tätig. Schließlich wurde er Berufsschullehrer und unterrichtete ab 1974 zunächst als Referendar, dann als Studienrat an der Gewerbeschule G10 für Energietechnik in Altona. Er war in der IG Druck und der Gewerkschaft Erziehung und Wissenschaft (GEW) aktiv. Von 1976 bis 1979 leitete er die Redaktion der Hamburger Lehrerzeitung (hlz), der Mitgliederzeitschrift der GEW Hamburg. Anschließend gehörte Hergenröder dem Landesvorstand der GEW Hamburg an.
Politisch war Hergenröder zunächst Sozialdemokrat, später trat er der Deutschen Kommunistischen Partei (DKP) bei. 1977 bis 1979 wurden deshalb Berufsverboteverfahren gegen ihn angestrengt. Im Frühjahr 1982 trat er nach neun Jahren Mitgliedschaft aus der DKP aus, während gleichzeitig sein Parteiausschluss bevorstand, unter anderem aufgrund seiner abweichenden Einstellung gegen DDR-Kernkraftwerke. 1981 gehörte Hergenröder zu den Gründungsmitgliedern der Alternativen Liste (AL), einer politischen Gruppierung in Hamburg, die am Anfang von KB-Mitgliedern dominiert wurde. Angesichts der bevorstehenden Bürgerschaftswahl in Hamburg im Juni 1982 stellten AL und Grüner Landesverband Hamburg eine gemeinsame Liste auf. Die so gebildete Grün-Alternative Liste (GAL) konnte neun Mandate erlangen und Hergenröder zog als GAL-Fraktionsmitglied in die 10. Hamburgische Bürgerschaft ein. Nach gescheiterten Koalitions- bzw. Tolerierungsverhandlungen und Eintritt der Unregierbarkeit („Hamburger Verhältnisse“) kam es im Dezember 1982 zu Neuwahlen, bei denen sich die SPD die absolute Mehrheit zurückholte. Die GAL erreichte acht Mandate und Hergenröder behielt seinen Sitz in der Bürgerschaft. Am 9. August 1984 legte er sein Mandat nieder. Er distanzierte sich von den Grünen, deren Mitglied er nach eigenen Angaben nur durch äußere Umstände geworden war: 1984 hatte sich die AL aufgelöst und die GAL wurde zum Landesverband der Grünen Partei. Ehemalige AL-Mitglieder wurden laut Hergenröder dabei ohne expliziten Widerspruch automatisch Parteimitglied der Grünen. „So wurde ich ‚Grüner‘, der ich aber nie war“, äußerte er sich in einem 2013 in der Jungle World erschienenen Interview.
Nach dem Ende seiner Politikerlaufbahn engagierte sich Hergenröder weiterhin in der Anti-Atomkraft-Bewegung.

## Veröffentlichungen
- (Hrsg.): Männer, die Erfolg erfinden : Techniker und Wissenschaftler als Motoren der Wirtschaft, Düsseldorf, Wien : Econ-Verlag 1970, ISBN 978-3-430-14420-9.